# Friedrich Milichthaler
Friedrich Milichthaler (? – 1592) byl tiskař, který působil v Olomouci v 16. století.

## Životopis
Narodil se v rodině významného norimberského knihtiskaře Linharta Milichthalera. Před rokem 1567 (1564) byl povolán do Prostějova knihtiskařem Janem Güntherem, který jej vychovával jako svého nástupce. Po jeho smrti v roce 1567 převzal jeho tiskárnu a začal používat jméno Bedřich. V Olomouci byl tiskařem a knihkupcem. Olomoucký biskup Vilém Prusinovský mu povolil rozprodat knihy podle seznamu povolených knih. Vydával knihy jako jeho nevlastní otec např. literaturu naučnou, historickou, školní učebnice, přidal produkci poezie. Po roce 1580, kdy Rudolf II. zpřísnil cenzuru protikatolických knih, Bedřich Milichthaler přestoupil na katolickou víru. Mezi jeho odběrateli tisků byli jezuiti, kteří v Olomouci založili univerzitu.
Po jeho smrti v roce 1592 jeho dílnu převzala jeho žena, pokračovatelem tiskařské tradice byl syn Jan Milichthaler od roku 1603 do roku 1609.

## Dílo
Převzetím dílny po Janu Güntherovi pokračoval v jeho stopách. Používal k tisku jeho matrice, styl a k ilustracím štočky dovezené z Norimberku. Ilustrace se přičítají Erhardu Schönovi a Hansi Springinkleemu. Opakoval osvědčené tisky po Janu Güntherovi. Mezi jeho vlastní díla zahrnujeme:
- 1572 – kancionál Pijsně chwal Božských od Jakuba Kunvaldského, první samostatné dílo.[2]
- 1580 Kniha o vodách hojitedlných zemského lékaře markrabství moravského Jordana z Klausenburgu.[2]

V roce 1582 vytiskl pro městskou radu policejní řád. V jeho produkci bylo vydáno na 35 českých tisků a na 40 latinských.
Mezi tisky jeho dědiců patří Zrcadlo slavného markrabství moravského Bartoloměje Paprockého z Hlohol vydané v roce 1593, šíření bylo zakázáno moravským podkomořím Mikolášem z Hrádku v roce 1594.